# Tian Tian (panda femelle)
Ne doit pas être confondu avec Tian Tian (panda mâle).

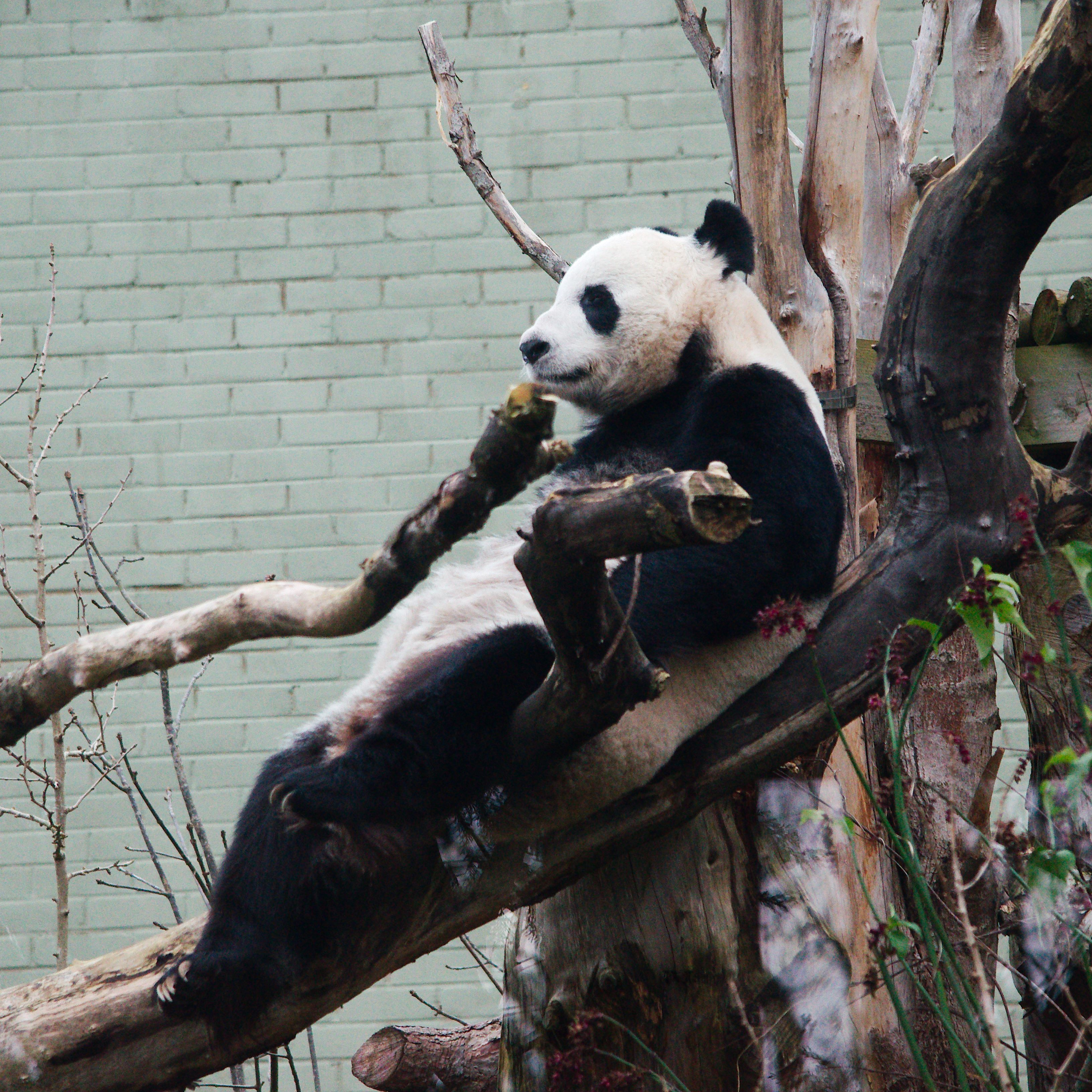
Tián Tián assis sur des branches.

Tian Tian (chinois : 添添 ; pinyin : Tiān Tiān) est un panda femelle née le 24 août 2003 au zoo de Pékin, progéniture de Niu Niu (mère) et Ying Ying (père), et résidant actuellement au zoo d'Édimbourg, en Écosse. Elle est arrivée en Europe en décembre 2011 avec un panda mâle nommé Yáng Guāng. Actuellement, ce sont les deux seuls pandas du Royaume-Uni. Ils bénéficient d'un prêt de 10 ans du Bifengxia Breeding Center en Chine au coût de 640 000 £ par an.

## Grossesses
En Chine, Tian Tian a donné naissance à des jumeaux le 7 août 2009. Le petit mâle s'appelait Shen Wei et la femelle Bo Si. Après son arrivée au zoo d'Édimbourg, elle eut une saison d'accouplement infructueuse en 2012. En avril 2013, la Royal Zoological Society of Scotland lui réalisa la première procédure d'insémination artificielle sur un panda géant au Royaume-Uni. Ils confirmèrent plus tard que Tian Tian était tombée enceinte, mais a très probablement réabsorbé le terme tardif du fœtus. Le 12 août 2014, Iain Valentine, directeur de la Giant Pandas pour la Royal Zoological Society of Scotland, annonça qu'une deuxième implantation avait eu lieu, attendant un petit pour une naissance prévue vers la fin du mois d'août 2014. Le 22 septembre 2014, le zoo d'Édimbourg annonça qu'elle n'était plus enceinte. Le 26 mars 2015, un communiqué du zoo informa qu'une troisième insémination artificielle avait eu lieu mais en août 2015, les vétérinaires craignirent qu'elle avait perdu le petit,. En octobre 2015, des scientifiques ont déclaré qu'ils exploraient le clonage des pandas au zoo d'Édimbourg.
Le 24 août 2017, il fut révélé que le zoo d'Édimbourg crut à une nouvelle ovulation après une cinquième insémination artificielle en 2016. La date prévue pour une naissance était aux environs du 25 août 2017, bien que le zoo estima qu'il était difficile à prévoir, la saison de reproduction de panda pouvant durer jusqu'à la fin septembre. Le 11 septembre 2017, le zoo revint sur son annonce en déclarant que ses taux d'hormones étaient revenus à la normale.

## Dans les médias
La couverture des gestations de Tian Tian au zoo d'Edimbourg devint si répandue que le programme d'actualités de BBC Radio 4, PM, diffusa le quotidien satirique « Possible Panda Pregnancy Update [s]».